# Teodor Grapte
Teodor Grapte o Teodor el Marcat (grec antic: Θεόδωρος ο Γραπτός; llatí: Theodorus Graptus) (Palestina, ~770 - Apamea de Bitínia, 841) fou un monjo romà d'Orient i autor eclesiàstic. És venerat com a sant per les esglésies ortodoxa i catòlica.
Era fill del venerable Jonàs el Prevere, de Jerusalem; el seu germà petit fou Teòfanes Grapte. No hi ha notícies sobre la seva educació i ordinació. Se sap que els dos germans van ingressar al monestir de Mar Saba, prop de Betlem, on foren deixebles de Miquel Sincel·le. En 813, Miquel i els dos deixebles van iniciar un viatge cap a Roma, enviats pel Patriarca de Jerusalem perquè donessin el seu suport al papa en la disputa del Filioque que tenia contra els francs.
De camí, van passar per Constantinoble. Recentment, el setè concili ecumènic havia condemnat la iconoclàstia com a heretgia; sospitosos d'ella, foren detinguts i interrogats per l'emperador Lleó V l'Armeni (un fervent iconoclasta que va regnar del 813 al 820), que els feu empresonar. Tot i que l'emperador va quedar impressionat pels seus arguments, no el van fer canviar d'opinió i els dos germans i Miquel foren expulsats de la capital.
A la mort de Lleó l'emperador Miquel el Tartamut els va permetre retornar, però no van tardar a ser expulsats altra vegada. El seu successor, Teòfil (emperador), va regnar del 829 al 842 i els va tractar encara pitjor: els va fer empresonar i torturar, i va fer que els marquessin a foc a la cara dotze versos iàmbics mal compostos, tot i que formalment correctes. D'aquí els ve el sobrenom de Grapti (Γραπτοί), 'marcats al foc'.
Va viure després exiliat a una presó d'Apamea de Bitínia, on va morir cap al 841, a causa dels maltractaments. Teòfanes i Miquel van poder veure el final de la iconoclàstia quan va pujar a la regència Teodora, la vídua de Teòfil, en nom del seu fill Miquel III.
Les seves obres foren:
- Una carta a Joan bisbe de Cízic, on explica les seves tortures i les del seu germà.
- βίος Νικηφόρου τοῦ ἁγιοτάτου πατριᾳρχου Κωνσταντινουπόλεως, La vida de Nicèfor, patriarca de Constantinoble, que existeix en manuscrit.
- Υπὲρ τῆς ἀμωμήτον τῶν Χριστιανῶν πίστεως, De inculpata Christianorum fide.
- Oratio in Dormientibus.[1]